# Транспорт Єгипту
Транспорт Єгипту представлений автомобільним , залізничним , повітряним , водним (морським, річковим і озерним)  і трубопровідним , у населених пунктах  та у міжміському сполученні діє громадський транспорт пасажирських перевезень. Площа країни дорівнює 1 001 450 км² (30-те місце у світі). Форма території країни — компактна; максимальна дистанція з півночі на південь — 1240 км, зі сходу на захід — 1085 км. Географічне положення Єгипту дозволяє країні контролювати транспортні шляхи між Африкою і Близьким Сходом, Європою і Азією(через Суецький канал).

## Автомобільний
Загальна довжина автошляхів у Єгипті, станом на 2012 рік, дорівнює 137 430 км, з яких 126 742 км із твердим покриттям (838 км швидкісних автомагістралей) із твердим покриттям і 10 688 км без нього (37-ме місце у світі). Завдяки сухому м'якому клімату можна без особливих витрат підтримувати дорожню мережу, і велика частина вантажних перевезень у країні здійснюється автотранспортом.

## Залізничний
У Єгипті існує найстаріша залізнична мережа Африки (Єгипетські національні залізниці). Загальна довжина залізничних колій країни, станом на 2014 рік, становила 5 085 км (37-ме місце у світі), з яких 5 085 км стандартної 1435-мм колії (62 км електрифіковано).

## Повітряний
У країні, станом на 2013 рік, діє 83 аеропорти (66-те місце у світі), з них 72 із твердим покриттям злітно-посадкових смуг і 11 із ґрунтовим. Аеропорти країни за довжиною злітно-посадкових смуг розподіляються так (у дужках окремо кількість без твердого покриття):
- довші за 10 тис. футів (>3047 м) — 15 (0);
- від 10 тис. до 8 тис. футів (3047-2438 м) — 36 (1);
- від 8 тис. до 5 тис. футів (2437—1524 м) — 15 (3);
- від 5 тис. до 3 тис. футів (1523—914 м) — 0 (4);
- коротші за 3 тис. футів (<914 м) — 6 (3)[1].

У країні, станом на 2015 рік, зареєстровано 14 авіапідприємства, які оперують 101 повітряним судном. За 2015 рік загальний пасажирообіг на внутрішніх і міжнародних рейсах становив 10,17 млн осіб. За 2015 рік повітряним транспортом було перевезено 397,5 млн тонно-кілометрів вантажів (без врахування багажу пасажирів).
У країні, станом на 2013 рік, споруджено і діє 7 гелікоптерних майданчиків.
Єгипет є членом Міжнародної організації цивільної авіації (ICAO). Згідно зі статтею 20 Чиказької конвенції про міжнародну цивільну авіацію 1944 року, Міжнародна організація цивільної авіації для повітряних суден країни, станом на 2016 рік, закріпила реєстраційний префікс — SU, заснований на радіопозивних, виділених Міжнародним союзом електрозв'язку (ITU). Аеропорти Єгипту мають літерний код ІКАО, що починається з — HE.

## Водний
Береги Єгипту омиваються Середземним морем на півночі і Червоним морем на сході. Хоча загальна протяжність берегових ліній досить велика, тут практично немає зручних місць для морських портів. Середземноморське узбережжя протяжністю 960 км відсутні великі природні бухти придатні для стоянки сучасних великих суден. Окремі гавані є на узбережжі Червоного моря, що протягнулося на 1900 км. Проте дно Червоного моря рясніє кораловими рифами, що сильно ускладнює морську навігацію в цьому районі. Судна зі всього світу стоять на якорі у величезному порту Александрія. Це друге за величиною місто Єгипту, засноване греками в 32 році до н. е. У Єгипті є ще два стародавні морські порти — це Суец на Червоному морі і Порт-Саїд на Середземному. Вони зв'язані між собою Суецьким каналом. Ефективно працює керований державною компанією Суецький канал.

### Морський
Головні морські порти країни: Александрія, Дум'ят, Ель-Дехейла, Порт-Саїд, Суец. Нафтові термінали: Айн-Сухна, Седі-Керір. Річний вантажообіг контейнерних терміналів (дані за 2011 рік): Александрія — 1,11 млн, Порт-Саїд (східна частина) — 2,63 млн, Порт-Саїд (західна частина) — 1,14 млн контейнерів (TEU). СПГ-термінали для експорту скрапленого природного газу
діють у портах: Дум'ят, Ідку в затоці Абукір.
Морський торговий флот країни, станом на 2010 рік, складався з 67 морських суден з тоннажем понад 1 тис. реєстрових тонн (GRT) кожне (62-ге місце у світі), з яких: балкерів — 16, суховантажів — 20, контейнеровозів — 3, вантажно-пасажирських суден — 7, нафтових танкерів — 12, ролкерів — 9.
Станом на 2010 рік, кількість морських торгових суден, що ходять під прапором країни, але є власністю інших держав — 13 (Данії — 1, Франції — 1, Греції — 8, Йорданії — 2, Лівану — 1); зареєстровані під прапорами інших країн — 42 (Камбоджі — 4, Грузії — 7, Гондурасу — 2, Ліберії — 3, Мальти — 1, Маршаллових Островів — 1, Молдови — 5, Панами — 11, Сент-Кіттсу і Невісу — 1, Сент-Вінсенту і Гренадин — 2, Саудівської Аравії — 1, Сьєрра-Леоне — 3, невстановленої приналежності — 1).

### Річковий
Рівнинний характер рельєфу Єгипту і концентрація населення в долині і дельті Нілу дозволили відносно легко вирішити завдання транспортного сполучення. Загальна довжина судноплавних ділянок річок і водних шляхів, доступних для суден з дедвейтом більше за 500 тонн, 2011 року становила 3 500 км (29-те місце у світі). Головні водні транспортні артерії країни: Ніл з водосховищем Насера і численними каналами в дельті; Суецький канал довжиною 193,5 км, доступний для океанських суден з осадкою до 17,68 м; канал вздовж середземноморського узбережжя, що поєднує Александрію з Каїром.

## Трубопровідний
Загальна довжина газогонів у Єгипті, станом на 2013 рік, становила 8 550 км; трубопроводів зрідженого газу — 957 км; нафтогонів — 5 225 км; інших трубопроводів — 37 км; продуктогонів — 895 км; водогонів — 65 км.

## Державне управління
Держава здійснює управління транспортною інфраструктурою країни через міністерство транспорту. Станом на 26 липня 2016 року міністерство в уряді Шерифа Ісмаїла очолював Галал Саїд.

### Українською
- Атлас. 10-11 клас. Економічна і соціальна географія світу / упорядники :  О. Я. Скуратович, Н. І. Чанцева. — К. : ДНВП «Картографія», 2010. — ISBN 978-966-475-639-3.
- Атлас світу / голов. ред. І. С. Руденко ; зав. ред. В. В. Радченко ; відп. ред. О. В. Вакуленко. — К. : ДНВП «Картографія», 2005. — 336 с. — ISBN 9666315467.
- Безуглий В. В. Економічна і соціальна географія зарубіжних країн : Навчальний посібник. — К. : ВЦ «Академія», 2007. — 704 с. — ISBN 978-966-580-239-6.
- Безуглий В. В., Козинець С. В. Регіональна економічна і соціальна географія світу : Навчальний посібник. — видання 2-ге, доп., перероб. — К. : ВЦ «Академія», 2007. — 688 с. — ISBN 966-580-144-9.
- Головченко В., Кравчук О. Країнознавство: Азія, Африка, Латинська Америка, Австралія і Океанія. — К., 2006. — 335 с. — ISBN 966-8939-04-2.
- Дахно І. І. Країни світу: Енциклопедичний довідник / І. І. Дахно, С. М. Тимофієв. — К. : Мапа, 2011. — 606 с. — (Бібліотека нового українця) — ISBN 978-966-8804-23-6.
- Дахно І. І. Економічна географія зарубіжних країн : навчальний посібник. — К. : Центр учбової літератури, 2014. — 319 с. — ISBN 978-611-01-0682-5.
- Дорошенко В. І. Географія транспорту : Навчальний посібник / В. І. Дорошенко, К. Д. Діденко. — К. : Київський нац. ун-т ім. Т. Шевченка, 2010. — 183 с. — ISBN 978-966-439-329-1.
- Дубович І. А. Країнознавчий словник-довідник. — 5-те вид., перероб. і доп. — К. : Знання, 2008. — 839 с. — ISBN 978-966-346-330-8.
- Економічна і соціальна географія країн світу : Навчальний посібник / За ред. С. П. Кузика. — Л. : Світ, 2002. — 672 с. — ISBN 966-603-178-7.
- Зарубіжна транспортна географія : навчальний посібник / уклад. : Петрашевський О. Л. и др. — К. : Національний транспортний університет, 2015. — 95 с. — ISBN 978-966-632-227-5.
- Книш М. М., Мамчур О. І. Регіональна економічна і соціальна географія світу (Латинська Америка та Карибські країни, Африка, Азія, Океанія) : навч. посіб. — Л. : ЛНУ ім. Івана Франка, 2013. — 368 с. — ISBN 978-617-10-0007-0.
- Юрківський В. М. Регіональна економічна і соціальна географія. Зарубіжні країни : Підручник. — К. : Либідь, 2001. — 416 с. — ISBN 966-06-0092-5.

### Англійською
- (англ.) Modern Transport Geography / Hoyle, B. and R. Knowles (eds). — Second Edition,. — London : Wiley, 1998.
- (англ.) Rodrigue, J-P. The Geography of Transport Systems. — Fourth Edition. — N. Y. : Routledge, 2017. — 440 с. — ISBN 978-1138669574.
- (англ.) Taaffe E. J., Gauthier H. L. and O'Kelly M. E. Geography of transportation. — Second Edition. — N. Y. : Prentice Hall, 1996. — ISBN 0-13-368572-1.
- (англ.) Black, W. Transportation: A Geographical Analysis. — N. Y. : Guilford, 2003.

### Російською
- (рос.) Египет // Африка: энциклопедический справочник [в 2-х тт.] / гл. ред. А. А. Громыко. — М. : Советская энциклопедия, 1986. — Т. 1. — С. 515.
- (рос.) Максаковский В. П. Географическая картина мира. Книга I: Общая характеристика мира. — М. : Дрофа, 2008. — 495 с. — ISBN 978-5-358-05275-8.
- (рос.) Максаковский В. П. Географическая картина мира. Книга II: Региональная характеристика мира. — М. : Дрофа, 2009. — 480 с. — ISBN 978-5-358-06280-1.
- (рос.) Страны Африки. Политико-экономический справочник / ред. В. Солодовников, В. Румянцев. — М. : Издательство политической литературы, 1969. — 318 с.
- (рос.) Физико-географический атлас мира. — М. : Академия наук СССР и главное управление геодезии и картографии ГГК СССР, 1964. — 298 с.
- (рос.) Шаповал Н. С. Транспортная география и транспортные системы мира : учебное пособие. — К. : Центр учбової літератури, 2006. — 188 с. — ISBN 000-0000-00-4.
- (рос.) Экономическая, социальная и политическая география мира. Регионы и страны / под ред. С. Б. Лаврова, Н. В. Каледина. — М. : Гардарики, 2002. — 928 с. — ISBN 5-8297-0039-5.
- (рос.) Энциклопедия стран мира / глав. ред. Н. А. Симония. — М. : НПО «Экономика» РАН, отделение общественных наук, 2004. — 1319 с. — ISBN 5-282-02318-0.